# 徒刑 (2016年電影)
《徒刑》（英語：Apprentice）是一部2016年上映的新加坡劇情片，由巫俊锋執導，並在第69屆坎城影展的一種注目單元中上映。它亦代表新加坡參選第89屆奧斯卡金像獎最佳外語片，但未獲提名。
電影講述一名年輕懲教員遇見一名較年長的總行刑官。在他們之間關係的演化過程中，他們的背景故事亦在電影過程中揭開。電影亦反映行刑官對死刑的看法。

## 劇情
新加坡馬來裔懲教官艾曼（費杜斯拉曼飾）在高度設防的馬來裔監獄禁山監獄裡結識了監獄的總行刑官拉欣（旺哈納菲蘇飾），後來艾曼發現，拉欣是30年前處決他父親的人。

## 製作
電影的預備工作歷時五年。在資料搜集初期，巫俊鋒閱讀了由亞倫·沙德瑞克所著的《快樂的劊子手》。該書批評新加坡的司法制度，並訪問了行刑官達山·辛格，他曾一天處決18名犯人。他也訪問了曾協助死刑犯在處決前作最後禱告的前行刑官、伊瑪目和司鐸，以及死刑犯的家屬。
電影在澳洲新南威爾士州部份已廢棄的監獄設施裡拍攝。這樣做亦為了避免引起新加坡人對於死刑作為電影主題的爭論。

## 反響
《徒刑》在康城影展首映時獲得正面評價。
電影在2016年6月14日在新加坡首都大廈（Capitol Building）上映，其後在6月30日在新加坡全國公映，並獲得正面評價。電影亦在同年11月24日在馬來西亞上映時獲得正面評價

### 獲獎
《徒刑》曾獲金馬國際影展亞洲電影促進聯盟獎、聖路易斯國際電影節（St. Louis International Film Festival）信仰獎最佳敘事電影獎、夏威夷國際電影節（Hawaii International Film Festival）最佳電影合奏金蘭花特別介紹獎及2016年奎松市國際電影節（QCinema International Film Festival）亞洲新浪潮最佳電影獎。導演巫俊鋒亦獲得釜山國際電影節新晉導演獎。

## 外部連結
- 互联网电影数据库（IMDb）上《徒刑》的资料（英文）